# Fotografías del Sonderkommando
Las fotografías del Sonderkommando son cuatro fotografías borrosas tomadas en secreto en agosto de 1944 en Auschwitz, en la Polonia ocupada por los alemanes. Junto con algunas fotografías en el Álbum de Auschwitz, son las únicas fotografías conocidas que existen de eventos en torno a las cámara de gas.
Las imágenes fueron tomadas entre 15 a 30 minutos una de otra por un recluso dentro de Auschwitz-Birkenau, el campo de exterminio del complejo de Auschwitz. Generalmente nombrado solo como Alex, un prisionero judío de Grecia, el fotógrafo era miembro de los reclusos Sonderkommando, obligados a trabajar dentro y alrededor de las cámaras de gas. Varias fuentes lo identificaron como Alberto Errera, un oficial naval griego. Tomó dos fotos desde el interior de una de las cámaras de gas y dos afuera, disparando desde la cadera, incapaz de apuntar la cámara con precisión. La resistencia polaca sacó de contrabando la película del campo en un tubo de pasta de dientes.
Las fotografías fueron numeradas del 280 al 283 por el Museo Estatal de Auschwitz-Birkenau. Las números 280 y 281 muestran la cremación de cadáveres en una hoguera, desde el marco negro de la puerta o ventana de la cámara de gas. La número 282 muestra a un grupo de mujeres desnudas justo antes de entrar en la cámara de gas. La número 283 es una imagen de árboles, el resultado del fotógrafo apuntando demasiado alto.

## Sonderkommando
Los Sonderkommando ("comandos especiales") en Auschwitz eran en su mayoría presos judíos, y en un momento unos pocos prisioneros de guerra rusos, que fueron obligados a trabajar en los crematorios. Los crematorios albergaban Entkleidungskammer (salas para desnudarse), cámaras de gas y hornos. En el verano de 1944 el campo tenía unos 1,000 miembros de Sonderkommando trabajando en cuatro crematorios (números del II al V) y un búnker con cámaras de gas extra ubicado en un edificio de ladrillo con techo de paja conocido como la "casita blanca".
Después de que los reclusos hubieran sido "seleccionados" como no aptos para el trabajo por las SS, el Sonderkommando generalmente los llevaba a la sala de desvestirse, luego los acompañaba a la cámara de gas y les decía que los llevaban a la sala de baño y desinfección. Para evitar el pánico, a los reclusos se les dio un gancho numerado para sus pertenencias en la sala de desvestirse para hacerles creer que regresarían. Luego, el "Sonderkommando" sacaba los cuerpos de la cámara de gas, retiraba los empastes de oro, los dientes postizos, el cabello, las joyas y los anteojos, y desechaba los cadáveres, primero en fosas comunes y luego en hornos y fogatas. Luego limpiaban la cámara de gas para las próximas llegadas.

## Toma de las fotografías
El fotógrafo generalmente es nombrado simplemente como Alex, un recluso judío de Grecia. Varias fuentes lo identificaron como Alberto Errera, un oficial naval griego que fue asesinado después de golpear a dos oficiales de las SS e intentar fugarse. El nombre en clave de Errera pudo ser Alekos Alexandridis o Alekos Michalides. Otros miembros del Sonderkommando en el Crematorio V del campo —Alter Fajnzylberg (también conocido como Stanisław Jankowski), los hermanos Shlomo y Josel Dragon, y David Szmulewski—ayudaron a obtener y esconder la cámara y actuaron como vigilantes. Fajnzylberg, que había trabajado en el Crematorio V desde julio de 1943, describió cómo se tomaron las fotografías:

El día en que se tomaron las fotos ... asignamos tareas. Algunos de nosotros debíamos proteger a la persona que tomaba las fotos. En otras palabras, debíamos vigilar atentamente el acercamiento de cualquier persona que no conociera el secreto y, sobre todo, de cualquier hombre de las SS que se moviera por la zona. Por fin llegó el momento. Todos nos reunimos en la entrada occidental que conduce desde el exterior a la cámara de gas del Crematorio V: no pudimos ver a ningún hombre de las SS en la torre de vigilancia que daba a la puerta desde el alambre de púas, ni cerca del lugar donde se tomarían las fotos. Alex, el judío griego, rápidamente sacó su cámara, la apuntó hacia un montón de cuerpos en llamas y presionó el obturador. Es por eso que la fotografía muestra prisioneros del Sonderkommando trabajando en el montón. Uno de los SS estaba de pie junto a ellos, pero estaba de espaldas al edificio del crematorio. Otra foto fue tomada desde el otro lado del edificio, donde mujeres y hombres se desnudaban entre los árboles. Eran de un transporte que iba a ser asesinado en la cámara de gas del Crematorio V.

Fajnzylberg recordó que la cámara se parecía a una cámara Leica americana.  Szmulewski la había escondido en un cubo y estuvo en el techo del crematorio como vigilante mientras Alex hacía las fotos. Fajnzylberg enfatizó que, aunque Alex había presionado el obturador, los cinco hombres habían estado presentes y habían actuado juntos. Según Szmulewski, hablando en 1987 con Jean-Claude Pressac, las cuatro fotografías fueron tomadas dentro de 15 a 30 minutos la una de la otra. El marco negro de la puerta o ventana de la cámara de gas, probablemente la puerta, es visible en las fotografías 280 y 281.
La película fue sacada de contrabando del campamento por el subsuelo polaco, escondida dentro de un tubo de pasta de dientes por Helena Dantón, que trabajaba en la cantina de las SS. Se adjuntó a la película una nota fechada el 4 de septiembre de 1944 y firmada por Stakło, escrita por los presos políticos Józef Cyrankiewicz y Stanisław Kłodziński. Pedía que las fotografías se envíen a "Tell", Teresa Łasocka-Estreicher en Cracovia:

Urgente. Envíe dos rollos de película de metal para 6x9 lo más rápido posible. Tiene posibilidad de tomar fotos. Enviando fotos de Birkenau mostrando prisioneros enviados a cámaras de gas. Una foto muestra una de las hogueras en las que se quemaron los cuerpos cuando los crematorios no lograron quemar todos los cuerpos. Los cuerpos en primer plano esperan ser arrojados al fuego. Otra imagen muestra uno de los lugares en el bosque donde la gente se desnuda antes de 'ducharse', como se les dijo, y luego ir a las cámaras de gas. Envía el rollo de película lo más rápido que puedas. Envíe las fotos adjuntas a Tell: creemos que las ampliaciones de las fotos pueden enviarse más

## Originales
Cuando las fotografías fueron distribuidas por primera vez por la resistencia polaca, se recortaron para enfocarse en las figuras, con los marcos negros en las dos imágenes de fogatas eliminados. La historiadora de la fotografía Janina Struk escribió que Teresa Łasocka-Estreicher ("Tell" en la nota del campamento) le pidió al fotógrafo polaco Stanisław Mucha que hiciera impresiones, y se supone que fue Mucha quien decidió recortarlas.
Algunas de las imágenes recortadas se publicaron en 1945, atribuidas al miembro de "Sonderkommando" David Szmulewski, en un informe sobre Auschwitz-Birkenau realizado por Jan Sehn, un juez polaco. Una se exhibió en Auschwitz en 1947, y otras se publicaron en 1958 en Varsovia en un libro de Stanisław Wrzos-Glinka, Tadeusz Mazur y Jerzy Tomaszewski «1939–1945: Cierpienie i walka narodu polskiego» (publicado en inglés como  1939–1945: We Have Not Forgotten). Algunas de las figuras habían sido retocadas para aclararlas.
Struk escribió que, en 1960, Władyslaw Pytlik, del movimiento de resistencia en Brzeszcze, ofreció un testimonio sobre sus experiencias en tiempos de guerra al Museo Estatal de Auschwitz-Birkenau, y trajo tres copias de las fotografías recortadas. Fue solo en 1985, después de que Pytlik murió y su esposa donó sus fotografías al museo, incluidas las versiones sin recortar, cuando el museo se dio cuenta de que las impresiones que habían visto antes habían sido recortadas.
Los comentaristas han argumentado que el recorte ofrece una visión distorsionada de los eventos, dando la impresión de que el fotógrafo pudo usar su cámara abiertamente. De hecho, él y el resto del grupo se pusieron en gran peligro al tomar las fotos; en dos de ellas, 282 y 283, está claro que ni siquiera pudo mirar a través de la lente.
El historiador del arte Georges Didi-Huberman argumenta que el recorte hace que las fotografías parezcan seguras y borra el acto de resistencia y la fenomenología de las imágenes, el proceso que "las hace un evento":

La "masa de negro" que rodea la vista de los cadáveres y las fogatas, esta masa donde "nada es visible" da en realidad una "marca visual" que es tan valorable como el resto de la superficie expuesta. Esa masa donde nada es visible es el espacio de la cámara de gas: el "cuarto oscuro" en el que uno tenía que retirarse, retroceder, en orden a dar luz a el trabajo del Sonderkommando afuera, sobre las fogatas. Esa masa de negro nos da la situación en si, el espacio de posibilidades, la condición de la existencia de las mismas fotografías.

## En la cultura popular
- Las fotografías son referidas en la película húngara de 2015 «Hijo de Saúl».